# Kai Ozaki
Kai Ozaki (jap. 尾崎快 Ozaki Kai; ur. 30 lipca 1987 r.) – japoński narciarz dowolny. Najlepszy wynik na mistrzostwach świata osiągnął podczas mistrzostw w Inawashiro, gdzie zajął 16. miejsce w jeździe po muldach. Jego najlepszym wynikiem olimpijskim jest 24. miejsce w tej samej konkurencji na igrzyskach olimpijskich w Vancouver. Najlepsze wyniki w Pucharze Świata osiągnął w sezonie 2005/2006, kiedy to zajął 43. miejsce w klasyfikacji generalnej.

## Sukcesy

### Igrzyska olimpijskie
| Miejsce | Dzień     | Rok  | Miejscowość | Konkurencja      | Zwycięzca          |
| ------- | --------- | ---- | ----------- | ---------------- | ------------------ |
| 30.     | 15 lutego | 2006 | Turyn       | Jazda po muldach | Dale Begg-Smith    |
| 24.     | 14 lutego | 2010 | Vancouver   | Jazda po muldach | Alexandre Bilodeau |

### Mistrzostwa Świata
| Miejsce | Dzień    | Rok  | Miejscowość          | Konkurencja      | Zwycięzca                 |
| ------- | -------- | ---- | -------------------- | ---------------- | ------------------------- |
| 42.     | 9 marca  | 2007 | Madonna di Campiglio | Jazda po muldach | Pierre-Alexandre Rousseau |
| 18.     | 10 marca | 2007 | Madonna di Campiglio | Muldy podwójne   | Dale Begg-Smith           |
| 16.     | 7 marca  | 2009 | Inawashiro           | Jazda po muldach | Patrick Deneen            |
| 42.     | 8 marca  | 2009 | Inawashiro           | Muldy podwójne   | Alexandre Bilodeau        |

### Puchar Świata

#### Miejsca w klasyfikacji generalnej
- 2003/2004 – 211.
- 2005/2006 – 43.
- 2006/2007 – 66.
- 2007/2008 – 203.
- 2008/2009 – 117.
- 2009/2010 – 69.

#### Miejsca na podium
1. Inawashiro – 5 marca 2006 (Jazda po muldach) – 2. miejsce